# Bullet (песня)
«Bullet» (с англ. — «пуля») — песня американской рэпкор-группы Hollywood Undead, одиннадцатый трек из их второго студийного альбома American Tragedy. Песня получила массу положительных откликов критиков за достаточно быстрый темп и весёлый ритм, которые идут в сочетании с мрачными стихами о самовреде и суициде. Песня была спродюсирована Гриффином Бойсом. «Bullet» — одна из некоторых песен Hollywood Undead припев которой исполняет Charlie Scene. (Например: Rain, Party By Myself и др.)
Ремикс песни попал в альбом American Tragedy Redux, в качестве бонус-трека.

## Создание
«Bullet» была написана Гриффином Бойсом и участниками Hollywood Undead: Jorel Decker (J-Dog), Daniel Murillo (Danny), George Ragan (Johnny 3 Tears), Jordon Terrell (Charlie Scene). Припев и первый куплет исполняет Charlie Scene, второй куплет — Johnny 3 Tears.
Песня была записана на студии Beat Suite в Калифорнии.

## Конкурс ремиксов
В августе 2011 года группа объявила конкурс фанатских ремиксов песен «Bullet» и «Le Deux». По условию конкурса ремиксы песни «Bullet» выкладывались на сайте Indaba Music и выбирались большинством голосов. Автор лучшего ремикса получит цифровую аудио станцию SONAR X1 Produce, а также Cakewalk Z3TA+2. Кроме этого лучший ремикс попадет в альбом American Tragedy Redux.

## Отзывы
Джереми Боджён из журнала Revolver описал песню как «тревожно оптимистичную песню о человеке, пытающемся совершить самоубийство» и назвал её одной из самых ярких песен на альбоме.

## Участники
Hollywood Undead
- Charlie Scene — вокал, акустическая гитара
- Da Kurlzz — перкуссия
- Danny — вокал,электрогитара
- J-Dog — бас-гитара, синтезатор
- Johnny 3 Tears — вокал
- Дарен Файфер - ударные